# Josef Lob
Josef Lob (* 19. September 1902 in Wien; † Juli 1992 ebenda) war ein österreichischer Beamter und zwischen 1939 und 1940 Hilfsrichter am Volksgerichtshof.

## Leben
Als Sohn eines Privatbeamten geboren und aufgewachsen, war Lob im Jahr 1921 als Advokaturbeamter und 1921 bis 1922 als Beamter des Zentralverbandes der deutschen Güterbeamten und Angestellten in Teplitz-Schönau sowie zwischen 1922 und 1924 als Erzieher tätig. Nach einem mit der Promotion abgeschlossenen juristischen Studium war er von 1927 bis 1929 Rechtsanwaltsanwärter und anschließend Richteramtsanwärter. Die Prüfung zum Richteramt legte er im Jahr 1930 erfolgreich ab.
Zwischen 1929 und 1934 war Lob am Bezirksgericht Zistersdorf (Niederösterreich) beschäftigt, danach bis 1939 am Landesgericht für Strafsachen Wien. Seit 1934 war er illegales Mitglied der NSDAP, am 22. Mai 1938 beantragte er die reguläre Aufnahme in die Partei und wurde rückwirkend zum 1. Mai desselben Jahres aufgenommen (Mitgliedsnummer 6.127.966). Während der NS-Zeit war der Österreicher 1939 Hilfsrichter am Volksgerichtshof in Berlin und danach pro forma Oberlandesgerichtsrat am Oberlandesgericht Kattowitz (Schlesien), tatsächlich jedoch in der Wehrmacht tätig.
Nach Kriegsende führte das Volksgericht in Wien (später in Linz) Verfahren gegen Jakob Lob wegen dessen Tätigkeiten unter dem NS-Regime, die im Jahr 1948 eingestellt wurden. Anschließend war Lob beim Bezirksgericht Innere Stadt Wien beschäftigt.
Lob verstarb im Alter von 89 Jahren und wurde auf dem Wiener Zentralfriedhof begraben.